# Institut Català d'Energia
L'Institut Català d'Energia és una entitat de dret públic, creada pel Parlament de Catalunya mitjançant la Llei 9/1991 de 3 de maig (DOGC núm. 1.440). Des de juny de 2021, la seva directora és Marta Morera. Anteriorment, ho havia sigut Manel Torrent i Aixa, des de 2018.
L'Institut s'adscriu al Departament d'Empresa i Coneixement de la Generalitat de Catalunya, té personalitat jurídica pròpia i l'activitat que du a terme s'ajusta a l'ordenament jurídic privat.
L'Institut Català d'Energia és l'entitat de la Generalitat de Catalunya encarregada d'elaborar i dur a terme la política energètica catalana, especialment en el camp de la millora de l'estalvi i l'eficiència energètica i el desenvolupament de les energies renovables.
L'Institut Català d'Energia té dos òrgans de govern: el Consell d'Administració i la Direcció.
El Consell d'Administració és l'òrgan de direcció i control de l'Institut, i en formen part el president, que és el conseller del Departament d'Empresa i Ocupació, el vicepresident, que és el Director general d'Energia, Mines i Seguretat Industrial, la Directora de l'Institut i sis vocals representants de l'Administració. Compta, a més a més, amb l'orientació i l'assistència d'un Consell Assessor, de caràcter consultiu, en el qual hi ha representades personalitats de l'àmbit energètic.

## Missió
L'Institut Català d'Energia té per finalitat l'impuls i realització d'iniciatives i de programes d'actuació per a la recerca, l'estudi i el suport de les actuacions de coneixement, desenvolupament i aplicació de les tecnologies energètiques, incloses les renovables, la millora de l'estalvi i l'eficiència energètica, el foment de l'ús racional de l'energia i, en general, l'òptima gestió dels recursos energètics en els diferents sectors econòmics de Catalunya.

## Línies d'actuació
- Pacte Nacional per a la transició energètica de Catalunya
- Pla de l'Energia i Canvi Climàtic de Catalunya 2012-2020
- Pla estratègic per al desplegament d'infraestructura de recàrrega per al vehicle elèctric a Catalunya 2016-2019 (PIRVEC)
- Pla d'Acció d'Eficiència Energètica a la Indústria de Catalunya
- Pla d'estalvi i eficiència energètica als edificis i equipaments de la Generalitat de Catalunya 2015-2017
- Estratègia per promoure l'aprofitament energètic de la biomassa forestal i agrícola
- Estratègia catalana per a la renovació energètica d'edificis (ECREE)